# آخي غال
آخي غال (بالعبرية: אח"י גל، الموجة) كانت أول غواصة إسرائيلية من فئة غال. بنتها شركة فيكرز البريطانية استناداً إلى الغواصة تايب 206. خدمت ثلاث غواصات من هذه الفئة، آخي غال وآخي تانين وآخي راهاف في البحرية الإسرائيلية خلال فترة السبعينيات والثمانينيات والتسعينيات من القرن العشرين. سبقت الغواصتين تانين وراهاف من فئة غال غواصتان تحملان نفس الاسم، من فئة إس البريطانية، وكانت أول غواصتين تخدمان في البحرية الإسرائيلية منذ 1958 حتى خروجها من الخدمة في نهاية الستينيات.

## تاريخها
بُنيت غواصات فئة غال في أحواض شركة فيكرز لبناء السفن في بارو إن فورنيس، إنجلترا. وفقاً لتصميم ألماني كان يعتمد إلى حد كبير على الغواصة الألمانية تايب 206. وصلت الغواصة الأولى، آخي غال تحت قيادة المقدم إسرائيل ليشيم، إلى إسرائيل في 21 ديسمبر 1976. تعرضت الغواصة لاصطدام شديد في القاع أثناء غوصها قبالة روش ها كارمل، حيفا، في 18 يناير 1977. أقنع قائد حوض بناء السفن في البحرية حنوك بن إلياهو قائد البحرية مايكل باركاي بتنفيذ الإصلاحات المعقدة في إسرائيل. استغرق الإصلاح حوالي ستة أشهر وعادت الغواصة إلى العمل بكامل طاقتها. شاركت آخي غال في حرب لبنان 1982 في مهام تحذيرية من تدخل البحرية السورية.
جُددت آخي غال حوض بناء السفن الألماني في 2007 ليجرى تحويلها إلى متحف بمساعدة تمويل ألماني، بعد فشل العثور على مشترين للغواصات المتقادمة فئة غال. عادت الغواصة إلى إسرائيل في 7 أكتوبر 2007 ونُقلت على متن شاحنة إلى المتحف البحري بحيفا حيث تُعرض حالياً.

## وصلات خارجية
- Superadmin (Mai 14th, 2014). "INS Gal". Historic Naval Ships Association (بالإنجليزية الأمريكية). Archived from the original on 2023-04-26. Retrieved 15/02/2022. {{استشهاد ويب}}: تحقق من التاريخ في: |تاريخ الوصول= and |سنة= (help).
- Jean-Paul Nadeau؛ Claude Rogel. "INS GAL. 72". Le site sur les sous-marins musées dans le Monde. مؤرشف من الأصل في 2023-04-27. اطلع عليه بتاريخ 15/02/2022. {{استشهاد ويب}}: تحقق من التاريخ في: |تاريخ الوصول= (مساعدة).
- John Pike. "Gal Submarine". GlobalSecurity.org (بالإنجليزية). Archived from the original on 2023-04-29. Retrieved 15/02/2022. {{استشهاد ويب}}: تحقق من التاريخ في: |تاريخ الوصول= (help).
- "Israeli Navy Sea Corps of Israel". seaforces online (بالإنجليزية الأمريكية). Archived from the original on 2024-05-24. Retrieved 17/02/2022. {{استشهاد ويب}}: تحقق من التاريخ في: |تاريخ الوصول= (help).
- H. I. Sutton. "History of Israeli Subs". Covert Shores (بالإنجليزية). Archived from the original on 2024-07-25. Retrieved 17/02/2022. {{استشهاد ويب}}: تحقق من التاريخ في: |تاريخ الوصول= (help).